# الاتحاد الأوروبي
الاتحاد الأوروبي (بالإنجليزية: European Union) وإختصارًا (EU) هو اتحاد سياسي واقتصادي فوق وطني يتألف من 27 دولة عضو تقع في المقام الأول في أوروبا. وتبلغ المساحة الإجمالية لدول الاتحاد 4,233,255 كيلومترًا مربعًا (1,634,469 ميلًا مربعًا) ويقدر إجمالي عدد السكان بأكثر من 449 مليون نسمة. غالبًا ما يوصف الاتحاد الأوروبي بأنه كيان سياسي فريد من نوعه يجمع بين خصائص كل من الاتحاد الفيدرالي والكونفدرالية.
تأسس الاتحاد بناء على اتفاقية معروفة باسم معاهدة ماستريخت الموقعة عام 1992، ولكن العديد من أفكاره موجودة منذ خمسينات القرن العشرين، من أهم مبادئ الاتحاد الأوروبي نقل صلاحيات الدول القومية إلى المؤسسات الدولية الأوروبية. لكن تظل هذه المؤسسات محكومة بمقدار الصلاحيات الممنوحة من كل دولة على حدة لذا لا يمكن اعتبار هذا الاتحاد على أنه اتحاد فدرالي حيث أنه يتفرد بنظام سياسي فريد من نوعه في العالم.
للاتحاد الأوروبي نشاطات عديدة، أهمها كونه سوق موحد ذو عملة واحدة هي اليورو الذي تبنت استخدامه 19 دولة من أصل ال27 الأعضاء، كما له سياسة زراعية مشتركة وسياسة صيد بحري موحدة. احتفل في مارس 2007 بمرور 50 عام على إنشاء الاتحاد بتوقيع اتفاقية روما. حصل الاتحاد الأوروبي في 12 أكتوبر 2012 على جائزة نوبل للسلام لمساهمته في تعزيز السلام والمصالحة والديمقراطية وحقوق الإنسان في أوروبا.
في 23 يونيو 2016، قررت المملكة المتحدة عبر استفتاء الخروج من الاتحاد الأوروبي، لتصبح أول دولة فيه تقوم بذلك. خرجت بريطانيا رسمياً من الاتحاد الأوروبي بتاريخ 31 يناير 2020.

## التاريخ والتأسيس
تكررت المحاولات في تاريخ القارة الأوروبية لتوحيد أمم أوروبا، فمنذ انهيار الإمبراطورية الرومانية التي كانت تمتد حول البحر الأبيض المتوسط، مروراً بإمبراطورية شارلمان الفرنكية ثم الإمبراطورية الرومانية المقدسة اللتين وحدتا مساحات شاسعة تحت إدارة فضفاضة لمئات السنين، قبل ظهور الدولة القومية الحديثة. وفيما بعد حدثت محاولات لتوحيد أوروبا لكنها لم تتعد الطابع الشكلي والمرحلي، منها محاولة نابليون في القرن التاسع عشر، والأخرى في أربعينات القرن العشرين على يد هتلر، وهما تجربتان لم تتمكنا من الاستمرار إلا لفترات قصيرة وانتقالية.
بوجود مجموعة من اللغات والثقافات الأوروبية المتباينة، اشتملت هذه السيطرات على الإخضاع العسكري للأمم الرافضة، مما أدى إلى غياب الاستقرار وبالتالي كان مصيرها الفشل في النهاية. واحدة من أول أفكار التوحيد السلمي من خلال التعاون والمساواة في العضوية قدمها المفكر السلمي فكتور هوغو عام 1851 دون أن تحظى بفرصة جادة في التطبيق. وبعد كوارث الحرب العالمية الأولى والحرب العالمية الثانية، ازدادت بشدّة ضرورات تأسيس ما عرف فيما بعد باسم الاتحاد الأوروبي. مدفوعا بالرغبة في إعادة بناء أوروبا ومن أجل القضاء على احتمال وقوع حرب شاملة أخرى. أدى هذا الشعور في النهاية إلى تشكيل الجماعة الأوروبية للفحم والصلب عام 1951 على يد كل من ألمانيا (الغربية)، فرنسا، إيطاليا ودول بينيلوكس (benelux) (بلجيكا وهولندا ولوكسمبورغ).
أول وحدة جمركية عرفت بالأصل باسم المؤسسة الاقتصادية الأوروبية (European Economic Community)، وتسمى في المملكة المتحدة بشكل غير رسمي بـ "السوق المشتركة"، تأسست في اتفاقية روما للعام 1957 وطبقت في 1 يناير كانون ثاني 1958. هذا التغيير اللاحق للمؤسسة الأوروبية يشكل العماد الأول للإتحاد الأوروبي. تطور الاتحاد الأوروبي من جسم تبادل تجاري إلى شراكة اقتصادية وسياسية.

## علم الاتحاد الأوروبي
علم الاتحاد الأوروبي ليس فقط شعار للاتحاد الأوروبي وإنما هو أيضاً شعار الوحدة والهوية الأوروبية في اتجاه أوسع. دائرة النجوم الذهبية تمثل تماسك وتناغم الأوروبيين. اما عدد النجوم لا تمت بصلة لعدد الدول الأعضاء. فهناك اثنتا عشر نجمة بسبب أن الرقم اثنا عشرة هو تقليديا رمز الإتقان والكمال والوحدة. لذى لم يتغير العلم بعد توسيعات الاتحاد الأوروبي.

### تاريخ العلم
يعود تاريخ العلم إلى عام 1955. في ذلك الوقت ظهر الاتحاد الأوروبي في شكل جمعية الفحم والفولاذ الأوروبية التي كان في عضويتها ستة أعضاء فقط. ولكن كان هناك هيئة منفصلة مع عدد أعضاء أكبر (المجلس الأوروبي) تم إنشاءها قبل عدة سنوات وكانت مشغولة بوضع حقوق الإنسان وتعزيز الثقافة الأوروبية.
المجلس الأوروبي كان مهتما بتبني رمز خاص به. وبعد نقاشات طويلة، تم تبني التصميم الحالي (دائرة الإثني عشر نجما ذهبيا والخلفية الزرقاء). في العديد من الثقافات، يرمز الرقم إثني عشر للكمال. كما أنه طبعا عدد أشهر السنة والعدد الظاهر على وجه الساعة. وتم اختيار الدائرة من بين باقي الأشكال كرمز للوحدة. لذا كانت ولادة علم الاتحاد الأوروبي تمثل فكرة الوحدة بين الأوروبيين، ثم بعد ذلك شجع الاتحاد الأوروبي باقي المؤسسات الأوروبية لتبني ذات العلم وفي العام 1983, تبنى البرلمان الأوروبي العلم. وفي العام 1985 تم أخيرا تبني العلم من قبل كافة الرؤساء والحكومات كشعار رسمي للاتحاد الأوروبي. جميع المؤسسات الأوروبية تستعمل هذا العلم منذ بداية العام 1986. العلم الأوروبي هو الرمز الوحيد للمفوضية الأوروبية (الذراع التنفيذي للاتحاد الأوروبي). باقي مؤسسات وهيئات الاتحاد الأوروبي تستعمل رمزها الخاص بالإضافة إلى العلم الأوروبي.

## جغرافيا

أوروبا

يمتد الاتحاد الأوروبي على مساحة 3975000 كم². أعلى قمة في الاتحاد هي جبل مونت بلانك (4808 م) والذي يقع بين فرنسا وإيطاليا. أكبر بحيرة هي بحيرة فينيرن في السويد وتبلغ مساحتها 5650 كم². أطول نهر هو الدانوب الذي ينبع من الغابة السوداء في ألمانيا ويجتاز الاتحاد بمسافة قدرها 1627 كم.

## العضوية
لم يضع الاتحاد الأوروبي بادئ الأمر أية شروط إضافية لانضمام الدول المرشحة للعضوية ما عدا الشروط العامة التي تم تبنيها في الاتفاقيات المؤسسة للإتحاد. لكن الفرق الشاسع في المستوى الاقتصادي والسياسي بين دول أوروبا الوسطى والشرقية ودول الاتحاد دفع مجلس الاتحاد الأوروبي في عام 1993 ليضع ما يعرف شروط كوبن هاغن:
شروط سياسية: على الدولة المترشحة للعضوية أن تتمتع بمؤسسات مستقلة تضمن الديمقراطية وعلى دولة القانون وأن تحترم حقوق الإنسان وحقوق الاقليات.
شروط اقتصادية: وجود نظام اقتصادي فعال يعتمد على اقتصاد السوق وقادر على التعامل مع المنافسة الموجودة ضمن الاتحاد.
شروط تشريعية: على الدولة المترشحة للعضوية أن تقوم بتعديل تشريعاتها وقوانينها بما يتناسب مع التشريعات والقوانين الأوروبية التي تم وضعها وتبنيها منذ تأسيس الاتحاد.

## التركيبة السكانية
التركيبة السكانية للاتحاد الأوروبي تظهر كثافة سكانية عالية، وتنوعا ثقافيا بين دوله الأعضاء. اعتبارا من 1 يناير 2010 بلغ سكان الاتحاد الأوروبي 501,260,000 نسمة. ويتوقع أن تشهد العديد من البلدان انخفاضا في أعداد سكانها خلال العقود القادمة،[2] لكن يمكن أن يُعَوَّضُ هذا النقص بانضمام دول جديدة إلى الاتحاد الأوروبي في غضون السنوات الـ 20 المقبلة التي قد تساهم في تحسنات في التنمية البشرية خاصة مع نسبة الشيخوخة العالية في القارة.
الدولة العضو الأكثر سكانا هي ألمانيا، بـ 82,100,000 نسمة. بينما الدولة الأقل سكاناً هي مالطة بأقل من نصف مليون نسمة وهذا راجع للمستوى المعيشي المنخفض. معدلات المواليد في الاتحاد الأوروبي منخفضة إذ يبلغ متوسط مواليد المرأة 1.6 طفلا. أعلى معدلات الولادة توجد في جمهورية أيرلندا بـ 16 ولادة لكل ألف شخص سنوياً، ثم في فرنسا بـ 13 ولادة لكل ألف شخص سنوياً. بينما لدى ألمانيا أدنى معدل مواليد في أوروبا بـ 8 ولادات لكل ألف شخص سنوياً.

### الدين
تعد المسيحية أكبر ديانة في الاتحاد الأوروبي، فاستنادًا إلى احصائية يوروباروميتر لعام 2012 يُشكّل المسيحيين حوالي 72% من سكان الاتحاد الأوروبي وفي أوروبا يتواجد أكبر تجمع مسيحي في العالم. الكاثوليك هم أكبر جماعة مسيحية في الاتحاد الأوروبي ويشكلون نسبة 48% من مجمل السكان، أما البروتستانت يشكّلون 12%، بينما الأرثوذكس 8%، أما المسيحيين من الطوائف الأخرى يمثلون 4% من سكان الاتحاد الأوروبي. ويُمثل المسلمين حوالي 2%، في حين أنّ الملحدين واللادينين يمثلون نسبة 23% من سكان الاتحاد الأوروبي. وتصل أعداد اليهود إلى مليون نسمة.

### السكان
قدر عدد سكان الاتحاد الأوروبي، حتى 1 فبراير 2020، بحوالي 447 مليون شخص (ما نسبته 5.8% من مجموع سكان العالم). في عام 2015، ولد 5.1 مليون طفل في دول الاتحاد الأوروبي الثمانية والعشرين مجتمعة، وهو ما يعادل 10 مواليد لكل 1000 نسمة، وهو أقل بثمانية ولادات من المتوسط العالمي. للمقارنة، بلغ معدل المواليد في دول الاتحاد الأوروبي في عام 2000، 28 ولادة لكل 1000 نسمة، و12.8 ولادة لكل 1000 نسمة في عام 1985، و16.3 ولادة لكل 1000 نسمة في عام 1970. كان معدل النمو السكاني إيجابيًا بمعدل 0.23% تقريبًا في عام 2016.
في عام 2010، كان عدد الأشخاص الذين يعيشون داخل الاتحاد الأوروبي والذين وُلدوا خارج بلد إقامتهم 47.3 مليونًا، وهو ما يعادل 9.4% من إجمالي سكان الاتحاد الأوروبي. ولد 31.4 مليون من هؤلاء (6.3% منهم) خارج دول الاتحاد الأوروبي، فيما ولد 16 مليونًا منهم (3.2% منهم) في دولة أخرى عضو في الاتحاد الأوروبي. تربعت ألمانيا على رأس قائمة الدول التي وُلد حملة جنسيتها خارج أراضيها ب (6.4 مليون نسمة)، وبعدها فرنسا ب (5.1 مليون نسمة)، تلتها المملكة المتحدة ب (4.7 مليون نسمة)، وإسبانيا ب (4.1 مليون نسمة)، وإيطاليا ب (3.2 مليون نسمة)، وهولندا ب (1.4 مليون نسمة).
في عام 2017، حصل ما يقارب 825 ألف شخص على جنسية دولة عضو في الاتحاد الأوروبي. كانت أكبر المجموعات المجنسة من دول المغرب وألبانيا والهند وتركيا والباكستان. دخل 2.4 مليون مهاجر من دول خارج الاتحاد الأوروبي إلى دول الاتحاد الأوروبي في عام 2017.

### تحضر
يضم الاتحاد الأوروبي حوالي 40 منطقة حضرية يزيد عدد سكانها عن مليون نسمة. تعد باريس، التي يبلغ عدد سكانها أكثر من 13 مليون نسمة، أكبر منطقة حضرية، والمدينة الكبرى الوحيدة في الاتحاد الأوروبي. تقع كل من مدريد وبرشلونة وبرلين وحوض الرور وميلانو وروما بعد باريس في قائمة أكبر المناطق الحضرية في الاتحاد الأوروبي، بعدد سكان يقدر بأكثر من 4 ملايين نسمة تقريبًا.
في الاتحاد الأوروبي أيضًا عدة مناطق حضرية متعددة المراكز كالراين رور (كولونيا، دورتموند، دوسلدورف، وغيرها)، والراندستاد (أمستردام، روتردام، لاهاي، أوترخت، وغيرها)، وفرانكفورت راين (فرانكفورت، وفيسبادن، وماينتس، وغيرها)، منطقة الماس الفلمنكي (أنتويرب، وبروكسل، ولويفن، وغنت، وغيرها)، ومنطقة سيليزيا العليا (كاتوفيتسه، وأوسترافا، وغيرها).

### اللغات
في الاتحاد الأوروبي 24 لغة رسمية: البلغارية، الكرواتية، التشيكية، الدنماركية، الهولندية، الإنجليزية، الإستونية، الفنلندية، الفرنسية، الألمانية، اليونانية، الهنغارية، الإيطالية، الأيرلندية، اللاتفية، الليتوانية، المالطية، البولندية، البرتغالية، الرومانية، السلوفاكية، السلوفينية، الإسبانية، السويدية. تترجم الوثائق المهمة، كالتشريعات، إلى جميع اللغات الرسمية المعتمدة في الاتحاد الأوروربي، ويوفر البرلمان الأوروبي ترجمة لوثائقه وجلساته العامة للغات الرسمية أيضًا.
نظرًا لعدد اللغات الرسمية الكبير، لا تستخدم معظم المؤسسات في أوروبا سوى عددًا قليلًا من لغات العمل. تدير المفوضية الأوروبية أعمالها الداخلية بثلاث لغات إجرائية: الإنجليزية والفرنسية والألمانية، وبالمثل، تستخدم محكمة العدل التابعة للاتحاد الأوروبي اللغة الفرنسية كلغة عمل، بينما يدير البنك المركزي الأوروبي عمله باللغة الإنجليزية بشكل أساسي.
تقع مسؤولية سياسة اللغة على عاتق الدول الأعضاء في الاتحاد الأوروبي. مع ذلك، تعزز مؤسسات الاتحاد التعددية اللغوية بين مواطنيها. في عام 2012، كانت اللغة الإنجليزية اللغة الأكثر انتشارًا في الاتحاد الأوروبي، إذ يفهمها ما نسبته 51% من سكان الاتحاد الأوروبي عند احتساب كل من متحدثيها كلغة أم ومتحدثيها كلغة ثانوية على حد سواء. بعد خروج المملكة المتحدة من الاتحاد الأوروبي في أوائل عام 2020، انخفضت النسبة المئوية لسكان الاتحاد الأوروبي الذين يتحدثون اللغة الإنجليزية كلغتهم الأم من 13% إلى 1% فقط. تعد اللغة الألمانية اللغة الأم الأكثر انتشارًا في أوروبا (يتحدثها 18% من سكان الاتحاد الأوروبي، وثاني أكثر اللغات الأجنبية انتشارًا، تليها الفرنسية (التي يتحدثها 13 % من سكان الاتحاد الأوروبي). إضافة إلى ذلك، تعد كلًا من اللغتين الألمانية والفرنسية لغة رسمية في العديد من الدول الأعضاء في الاتحاد الأوروبي. يمكن لأكثر من نصف مواطني الاتحاد الأوروبي (56% منهم) المشاركة في محادثة بلغة أخرى غير لغتهم الأم.
تنتمي 20 لغة رسمية في الاتحاد الأوروبي إلى أسرة اللغات الهندو أوروبية ممثلة باللغات البلطيقية السلافية والإيطاليقية والجرمانية والهيلينية والقلطية. أربع لغات فقط في أوروبا، هي الهنغارية والفنلندية والأستونية (اللغات الأورالية الثلاث) والمالطية (السامية) ليست لغات هندو أوروبية. للاتحاد الأوروبي ثلاث أبجديات رسمية (السيريلية واللاتينية واليونانية الحديثة)، وجميعها مشتقة ممن الأبجديات اليونانية القديمة.
اللغتان الوطنيتان الوحيدتان اللتان لم تدرجا كلغتين رسميتين في الاتحاد الأوروبي هما اللوكسمبورغية (في لوكسمبورغ) والتركية (في قبرص). بتاريخ 26 فبراير 2016، أعلنت قبرص طلبها جعل اللغة التركية رسمية في الاتحاد الأوروبي في «لفتة» كان يمكن لها أن تساعد في حل مشكلة تقسيم البلاد. بالأساس، كان من المخطط أن تصبح اللغة التركية، في عام 2004، لغة رسمية في الاتحاد الأوروبي عند توحيد قبرص.
إلى جانب اللغات الأربع والعشرين الرسمية، في الاتحاد الأوروبي 150 لغة إقليمية ولغة أقليات يتحدث بها ما يصل تعداده إلى 50 مليون شخص. لا يعترف الاتحاد الأوروبي بلغات الكتالونية والغاليسية والباسكية، لكنها تتمتع بوضع رسمي في دولة عضو في الاتحاد (إسبانيا)، ولذلك، تترجم المعاهدات لهذه اللغات بشكل رسمي، كما يحق للمواطنين مراسلة مؤسسات الاتحاد الأوروبي بها. يوفر الميثاق الأوروبي للغات الإقليمية أو لغات الأقليات التي صادقت عليها معظم دول الاتحاد الأوروبي إرشادات عامة يمكن للدول اتباعها لحماية تراثها اللغوي. تحتفل دول الاتحاد الأوروبي في 26 سبتمبر من كل عام باليوم الأوروبي للغات، بهدف التشجيع على تعليم اللغات في جميع أنحاء أوروبا.

## الدول الأوروبية

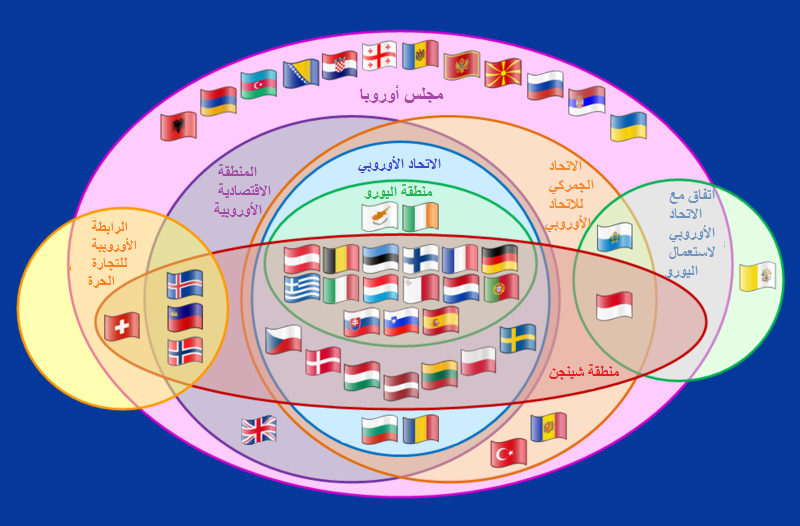
الدول الأوروبية

يصنف الاتحاد الأوروبي الدول الأوروبية إلى ثلاث تصنيفات:
- دول أعضاء.
- دول مرشحة.
- دول أوروبية لا تسعى للانضمام.

### الدول الأعضاء
يبلغ عدد الدول الأعضاء في الاتحاد الأوروبي سبعة وعشرون دولة وهم:
| الدولة         | سنة الانضمام | النظام السياسي                   | العاصمة    | العملة         | اللغات الرسمية                 | ملاحظات   |
| -------------- | ------------ | -------------------------------- | ---------- | -------------- | ------------------------------ | --------- |
| ألمانيا        | 1957         | جمهورية فدرالية                  | برلين      | يورو           | الألمانية                      | دول مؤسسة |
| إيطاليا        | 1957         | جمهوري                           | روما       | يورو           | الإيطالية                      | دول مؤسسة |
| بلجيكا         | 1957         | ملكي دستوري                      | بروكسل     | يورو           | الألمانية، الفرنسية، الهولندية | دول مؤسسة |
| فرنسا          | 1957         | جمهوري                           | باريس      | يورو           | الفرنسية                       | دول مؤسسة |
| لوكسمبورغ      | 1957         | ملكي دستوري                      | لوكسمبورغ  | يورو           | الفرنسية، الألمانية            | دول مؤسسة |
| هولندا         | 1957         | ملكي دستوري                      | أمستردام   | يورو           | الهولندية                      | دول مؤسسة |
| الدنمارك       | 1973         | ملكي دستوري                      | كوبنهاغن   | كرونة دنماركية | دنماركية                       |           |
| أيرلندا        | 1973         | جمهوري                           | دبلن       | يورو           | الإنجليزية، الإيرلندية         |           |
| جبل طارق       | 1973         | أقاليم ما وراء البحار البريطانية | جبل طارق   | جنيه إسترليني  | إنجليزية                       |           |
| اليونان        | 1981         | جمهوري                           | أثينا      | يورو           | اليونانية                      |           |
| إسبانيا        | 1986         | ملكي دستوري                      | مدريد      | يورو           | الإسبانية                      |           |
| البرتغال       | 1986         | جمهوري                           | لشبونة     | يورو           | البرتغالية                     |           |
| السويد         | 1995         | ملكي دستوري                      | ستوكهولم   | كرونا          | السويدية                       |           |
| النمسا         | 1995         | جمهورية فدرالية                  | فيينا      | يورو           | الألمانية                      |           |
| فنلندا         | 1995         | جمهوري                           | هلسنكي     | يورو           | الفنلندية، السويدية            |           |
| إستونيا        | 2004         | جمهوري                           | تالين      | يورو           | الإستونية                      |           |
| بولندا         | 2004         | جمهوري                           | وارسو      | زلوتي          | البولندية                      |           |
| جمهورية التشيك | 2004         | جمهوري                           | براغ       | كرونة تشيكية   | التشيكية                       |           |
| سلوفاكيا       | 2004         | جمهوري                           | براتيسلافا | يورو           | السلوفاكية                     |           |
| سلوفينيا       | 2004         | جمهوري                           | ليوبليانا  | يورو           | السلوفينية                     |           |
| قبرص           | 2004         | جمهوري                           | نيقوسيا    | يورو           | اليونانية، التركية             |           |
| لاتفيا         | 2004         | جمهوري                           | ريغا       | يورو           | اللاتفية                       |           |
| ليتوانيا       | 2004         | جمهوري                           | فيلنيوس    | يورو           | الليتوانية                     |           |
| مالطا          | 2004         | جمهوري                           | فاليتا     | يورو           | المالطية، الإنجليزية           |           |
| المجر          | 2004         | جمهوري                           | بودابست    | فورنت مجري     | المجرية                        |           |
| بلغاريا        | 2007         | جمهوري                           | صوفيا      | ليف بلغاري     | البلغارية                      |           |
| رومانيا        | 2007         | جمهوري                           | بوخارست    | ليو روماني     | الرومانية                      |           |
| كرواتيا        | 2013         | جمهوري                           | زغرب       | كونا كرواتية   | الكرواتية                      |           |

### الدول المرشحة
وهي الدول التي تسعى للانضمام للاتحاد الأوروبي وتحاول تلبية متطلبات الاتحاد الأوروبي للانضمام وهي ست دول:
| الدولة       | النظام السياسي | العاصمة    | العملة         | اللغة       |
| ------------ | -------------- | ---------- | -------------- | ----------- |
| ألبانيا      | جمهوري         | تيرانا     | ليك ألباني     | الألبانية   |
| آيسلندا      | جمهوري         | ريكيافيك   | كرونة آيسلندية | الآيسلندية  |
| الجبل الأسود | جمهوري         | بودغوريتسا | يورو           | المونتنغرية |
| صربيا        | جمهوري         | بلغراد     | دينار صربي     | الصربية     |
| مقدونيا      | جمهوري         | سكوبيه     | دينار مقدوني   | المقدونية   |
| تركيا        | جمهوري         | أنقرة      | ليرة تركية     | التركية     |

### دول أوروبية أخرى
ويبلغ عددها ستة عشر دولة وهم:
| الدولة          | النظام السياسي        | العاصمة        | العملة          | ملاحظات                                |
| --------------- | --------------------- | -------------- | --------------- | -------------------------------------- |
| أندورا          | ولاية برلمانية مشتركة | أندورا لا فيلا | يورو            |                                        |
| أرمينيا         | جمهوري                | يريفان         | درام            |                                        |
| أذربيجان        | جمهوري                | باكو           | مانات أذربيجاني |                                        |
| بيلاروس         | جمهوري                | مينسك          | روبل بلاروسي    |                                        |
| البوسنة والهرسك | جمهوري                | سراييفو        | مارك بوسني      | تسعى للانضمام لكن ليست مرشحة بعد       |
| ليختنشتاين      | أميري                 | فادوز          | فرنك سويسري     | عضو في السوق الأوروبية المشتركة وشينغن |
| مولدوفا         | جمهوري                | كيشيناو        | ليو مولدوفي     |                                        |
| موناكو          | أميري                 | موناكو         | يورو            |                                        |
| النرويج         | ملكي                  | أوسلو          | كرونه نرويجية   | عضو في السوق الأوروبية المشتركة وشينغن |
| روسيا           | جمهوري فيدرالي        | موسكو          | روبل            |                                        |
| سان مارينو      | جمهوري                | سان مارينو     | يورو            |                                        |
| سويسرا          | جمهوري فيدرالي        | برن            | فرنك سويسري     | عضو في اتفاقية شينغن                   |
| أوكرانيا        | جمهوري                | كييف           | هريفنا أوكرانية |                                        |
| الفاتيكان       | بابوي كثوليكي         | الفاتيكان      | يورو            |                                        |
| جورجيا          | جمهوري                | تبليسي         | لاري جورجي      |                                        |
| كوسوفو          | جمهوري برلماني        | برشتينا        | يورو            |                                        |

## المنظمات والأجهزة الإدارية
يعتمد الاتحاد الأوروبي في بنيته التنظيمية على 3 أجهزة إدارية تعرف بما يسمى المثلث الإداري وهي مجلس الاتحاد الأوروبي، المفوضية الأوروبية والبرلمان الأوروبي.

### مجلس الاتحاد الأوروبي
مجلس الاتحاد الأوروبي يعتبر من أهم الأجهزة الإدارية في الاتحاد (على الرغم من تقليص صلاحياته لصالح البرلمان الأوروبي) ويقوم بتمثيل مصالح الدول الأعضاء على المستوى الأوروبي.
له صلاحيات واسعة ضمن المجالات المتعلقة بالركيزة الثانية والثالثة كالسياسية الخارجية المشتركة والتعاون الأمني لكنه لا يمكن أن يقرر في مسائل متعلقة بالركيزة الأولى إلا بناء على طلب من المفوضية الأوروبية.
يتكون المجلس من وزراء حكومات الدول الأعضاء والذي يعقد اجتماعاته حسب الحاجة في كل من بروكسل ولوكسمبورغ. أكثر الوزراء اجتماعا هم وزراء الزراعة (حوالي 14 مرة في السنة)، المالية والخارجية الذين يجتمعون مرة في الشهر تقريبا.
يتم التصويت في المجلس إما بالإجماع أو بالغالبية المؤهلة وذلك حسب المجال الذي ينتمي إليه الموضوع المصوت عليه. تملك كل دولة عضو في المجلس عدد من الأصوات يتناسب مع عدد سكانها. كما يتم زيادة عدد الأصوات المخصص للدول الصغيرة لخلق نوع من التوزان مع الدول الكبيرة.
يبلغ عدد الأصوات الكلي 321 صوتا موزعة على 25 دولة حيث يتطلب لنجاح التصويت بالأغلبية المؤهلة إلى 232 صوتا أي بنسبة تعادل 72.27% من الأصوات. كما يتطلب أيضا موافقة أغلبية الدول الأعضاء وأن يشكل سكان هذه الدول الموافقة مجتمعة ما يعادل 62% على الأقل من سكان الاتحاد.
تتولى الدول الأعضاء الرئاسة بالتناوب لمدة ستة أشهر وفقا لنظام محدد سلفا (من شهر يناير حتى شهر يونيو ومن شهر يوليو حتى شهر ديسمبر).

### المفوضية الأوروبية
تهتم المفوضية الأوروبية والتي مقرها بروكسل بمصالح الاتحاد الأوروبي ككل، مما يفرض على المفوضين الالتزام بذلك بغض النظر عن جنسيتهم والدول التي ينتمون إليها.
تمتلك المفوضية صلاحيات واسعة في المجالات المتعلقة بالركيزة الأولى حيث يحق لها تقديم مقترحات القوانين والإشراف على تنفيذ القوانين المشتركة بوصفها المسؤلة عن حماية الاتفاقيات المبرمة. كما تقوم بوضع الميزانية العامة للإتحاد والإشراف على تنفيذها. بالإضافة لذلك تقوم المفوضية بتمثيل الاتحاد في المفاوضات الدولية كما يحق لها توقيع الاتفاقيات مع دول خارج الاتحاد ولها صلاحيات واسعة في مسألة قبول أعضاء جدد في الاتحاد.
يتم التصويت في المفوضية على أساس الأغلبية حيث يحق لكل دولة عضو في الاتحاد بموجب معاهدة نيس تعين مفوض واحد.

### البرلمان الأوروبي
يملك البرلمان الأوروبي بعض الصلاحيات التشريعية ويعتبر الجهاز الرقابي والاستشاري في الاتحاد الأوروبي. يراقب عمل المفوضية الأوروبية ويوافق على أعضائها، يشارك بوضع القوانين، يصادق على الاتفاقات الدولية وعلى انضمام أعضاء جدد. كما يملك صلاحيات واسعة في مايتعلق بالميزانية المشتركة للإتحاد الأوروبي.
يقع مقر البرلمان الأوروبي في ستراسبورغ لكنه يعمل أيضا في بروكسل ولوكسمبورغ.
يتكون البرلمان بموجب معاهدة نيس من 751 مقعدا موزعة على الدول الأعضاء بشكل يتناسب مع عدد سكانها. يقوم مواطنو كل دولة من الدول الأعضاء باختيار ممثليهم في البرلمان ابتداء من العام 1979 عن طريق انتخابات مباشرة تتم كل 5 سنوات.
يفرض عدد المقاعد المحدد لكل دولة على النواب من الدول المختلفة التجمع ضمن تيارات حسب انتماءاتهم السياسية الحزبية. يتم التصويت وفق مبدأ الأغلبية.

### المجلس الأوروبي
المجلس الأوروبي (انتبه من الخلط بينه وبين مجلس الاتحاد الأوروبي أو مع مجلس أوروبا) هو اجتماع لرؤساء الدول والحكومات في الدول الأعضاء بالاتحاد الأوروبي بالإضافة إلى رئيس المفوضية الأوروبية. يعقد الاجتماع من 2 إلى 3 مرات في العام لاتخاذ القرارات السياسية والاقتصادية الهامة ورسم سياسة الاتحاد. وعادة ما يكون برأسة الدولة التي تترأس مجلس الاتحاد الأوروبي.
يتم اتخاذ القرارات بالإجماع. ولا يعتبر المجلس الأوروبي من الأجهزة الإدارية للاتحاد.

## وصلات خارجية
- الاتحاد الأوروبي على موقع الموسوعة البريطانية (الإنجليزية)
- الاتحاد الأوروبي — بوابة الويب الرسمية (بالإنجليزية)
- مؤلفات الاتحاد الأوروبي في مشروع غوتنبرغ